# 科诺区
8°45′N 11°00′W / 8.75°N 11°W
科诺区（英語：Kono District）是塞拉利昂16区之一，首府塞法杜。该区是塞拉利昂最大的钻石生产地。科諾區的人口为505,767。科诺区西南与凯内马区接壤，东接几内亚共和国，北部與科伊纳杜古区接壤，南部與凯拉洪区接壤。

## 政治
科诺区实行区议会制政府，由一位区议会主席领导，负责全区的总体管理。科诺区议会主席由科诺区居民每四年直接选举产生。位于该区首府科伊杜镇的科诺区议会大楼是科诺区议会成员的正式会议地点。
现任科诺区议会主席是来自全体人民大会的Richard Abdulrahman Koninga，他在赢得科诺区地方议会选举后，于2012年1月26日宣誓就职。 Richard Abdulrahman Koninga 的就职典礼在凯内马镇的凯内马市政厅举行，欧内斯特·巴伊·科罗马总统也出席了此次典礼。 他接替了同为全人民大会党的Finda Diana Konomanyi，后者的任期于2012年届满，引发了当年的地方议会选举。
科伊杜镇是一个市级自治体，拥有自己的市议会，现任市长为Saa Emerson Lamina。
科诺区下辖的十四个酋长领地均由一位最高酋长领导，最高酋长在塞拉利昂社会中享有极高的影响力与尊重。
在政治倾向上，科诺区类似于美国政治中的搖擺州，因为它并不是塞拉利昂任何主要政党的传统票仓。这主要是因为该区人口的族群多样性，而该国两个最大的族群——门德人和特姆奈人——在该区人口中并不占主导地位。因此，在塞拉利昂议会中，来自科诺区的代表在塞拉利昂人民党（SLPP）和全人民大会党（APC）之间大致势均力敌。由于其政治重要性，科诺区是塞拉利昂总统选举期间的重要竞选活动站点。
在2008年和2011年举行的市政与地方选举中，该区近期倾向于支持全人民大会党，尽管人民党仍在该区保持一定支持率。在此之前，人民党曾掌控科诺区议会和科伊杜市议会，直至2008年被全人民大会党取而代之。
然而，在1996年、2002年和2007年举行的三次塞拉利昂总统选举中，人民党都在科诺区获得胜利。
在2007年总统选举中，人民党候选人所罗门·贝雷瓦在该区击败了全人民大会党候选人欧内斯特·巴伊·科罗马，尽管科罗马的副总统候选人萨穆埃尔·萨姆-苏马纳以及其妻子西亚·科罗马均为科诺区本地人。在1996年与2002年总统选举中，人民党候选人艾哈迈德·特詹·卡巴也都在该区取得胜利。

## 宗教

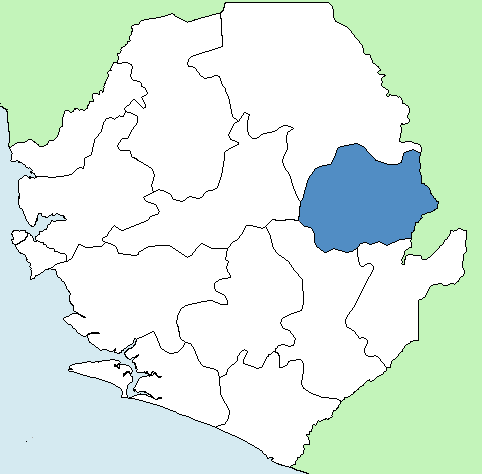
科诺区

| Religion in Kono District (2015) | Religion in Kono District (2015) | Religion in Kono District (2015) | Religion in Kono District (2015) | Religion in Kono District (2015) |
| -------------------------------- | -------------------------------- | -------------------------------- | -------------------------------- | -------------------------------- |
| Religion                         | Religion                         |                                  | Percent(%)                       | Percent(%)                       |
| Islam                            | Islam                            |                                  | 54.3%                            | 54.3%                            |
| Christianity                     | Christianity                     |                                  | 43.5%                            | 43.5%                            |
| Baháʼí                           | Baháʼí                           |                                  | 0.1%                             | 0.1%                             |
| Traditional African religions    | Traditional African religions    |                                  | 0.2%                             | 0.2%                             |
| Other                            | Other                            |                                  | 1.8%                             | 1.8%                             |
| No Religion                      | No Religion                      |                                  | 0.1%                             | 0.1%                             |

## 经济
科诺区是塞拉利昂最大的钻石生产地。其他重要的经济活动包括黄金开采以及水稻、咖啡和可可的农业生产。

## 教育
主要中学有：
- 科伊杜中学
- 科伊杜女子中学
- 安萨鲁伊斯兰男子中学
- 安萨鲁伊斯兰女子中学
- 科伊杜伊斯兰中学
- 塞拉利昂穆斯林兄弟会中学
- 贾亚马中学
- 延格玛中学
- 科诺模范学院

塞瓦菲中学
- 莫特玛阿齐兹中学

## 体育
科诺区是塞拉利昂顶级足球联赛俱乐部——科诺钻石星队的主场所在地。该俱乐部是塞拉利昂历史最悠久、规模最大、最受欢迎的足球俱乐部之一。科诺钻石星队曾于1992年赢得过一次塞拉利昂足总杯冠军。
其他著名的地方足球俱乐部包括：流昆足球俱乐部、流山足球俱乐部（Rangers FC）、官星足球俱乐部和农民足球俱乐部。

## 行政区划

### 主要城镇
科伊杜镇
莫特马
延盖马
通博杜
亚曼杜
贾亚马·尼莫科罗
贾亚马·塞瓦费

### 镇与村庄
丰杜
贾亚马·塞瓦费
凯马
卡米恩多
康加马
孔巴延德
恩多约博
内梅赛杜
恩吉洪
贾格布韦马
贾亚马
佩伊马
塞杜
辛巴科罗
特费亚
托门德
（亚尔杜）
（奎达杜）
（巴亚马）
（切内杜）
（法阿达）
（科阿科尔）